# ماساکی یاناگاوا
ماساکی یاناگاوا (انگلیسی: Masaki Yanagawa؛ زادهٔ ۱ مهٔ ۱۹۸۷) بازیکن فوتبال اهل ژاپن است.
از باشگاه‌هایی که در آن بازی کرده‌است می‌توان به باشگاه فوتبال ویسل کوبه، باشگاه ورزشی توچیگی، و باشگاه فوتبال گلوبال سبو اشاره کرد.
وی همچنین در تیم ملی فوتبال زیر ۲۰ سال ژاپن بازی کرده‌است.